# الشهادة (فلم)
الشهادة هو فيلم من نوع دراما أُصدر في 2 فبراير 2010. الفيلم من إخراج وسيناريو Burhan Qurbani ‏.

## القصة
تقع أحداث الفيلم في برلين. وقصة الفيلم الرئيسية حول الهجرة البشرية.

## طاقم التمثيل
- بوراك يجيت  [لغات أخرى]‏
- Anne Ratte-Polle  [لغات أخرى]‏
- مريم زارع
- ايفان اندرسون  [لغات أخرى]‏
- فيدات ايرينسين
- Marija Škaričić [الإنجليزية]‏
- كارلو ليوبيك
- هاها مويا

## وصلات خارجية
- مقالات تستعمل روابط فنية بلا صلة مع ويكي بيانات